# Microstrophia
Microstrophia é um género de gastrópode  da família Streptaxidae.
Este género contém as seguintes espécies:
- Microstrophia modesta Adams, 1867
- Microstrophia nana Peile, 1936